# Òscar Perea Lorente
Òscar Perea Lorente (Sabadell, Catalunya, 1 d'agost de 1972) és un àrbitre de bàsquet català de la lliga ACB. Pertany al Comitè d'Àrbitres de Catalunya.

## Trajectòria
Va començar a arbitrar el 1987, quan tenia 16 anys. Va arbitrar dues temporades a la Lliga EBA i va ascendir a la Lliga ACB l'any 2000.

### Partits rellevants
Va dirigir el primer, tercer i cinquè partit de la final de la Lliga ACB l'any 2005 entre el Reial Madrid i el TAU Ceràmica. També va arbitrar partits en la final del 2006 entre l'Unicaja i TAU Ceràmica, així com en la final de 2007 entre Futbol Club Barcelona i Reial Madrid.

## Temporades
| Categoria       | País    | Any               |
| --------------- | ------- | ----------------- |
| Categories base | Espanya | 1987 - 1998       |
| Lliga EBA       | Espanya | 1998 - 2000       |
| Lliga ACB       | Espanya | 2000 - Actualitat |